# 石井奏美
石井 奏美（いしい かなみ、1994年〈平成6年〉11月28日 - ）は、西日本放送（RNC）のアナウンサー。

## 来歴・人物
神奈川県横浜市戸塚区出身。左利きよりの両利きである。
成城大学法学部在学中、2014年度のミス鎌倉に応募し、選出された。同年4月13日に行われた第56回鎌倉まつりで初登場の後、2015年3月まで市の広報活動に従事した。また、在学中には日本テレビのイベントコンパニオンも務め、テレビ朝日アスクにも通っていた。
大学を卒業後の2017年4月、西日本放送に入社した。同期アナウンサーは村上昂輝、松田愛里である。
当初は松田とともに、「ニュースevery.」のお天気コーナーを担当していたが、その後、同局のバラエティー番組、「What'sなにこれ!?」などを担当するようになった。
スポット的にニュースを読むこともあるが、基本的にバラエティー番組をメインに担当しており、「What'sなにこれ!?」の後続番組、「今夜もジコチューで行きたい!」も担当している。
乃木坂46、櫻坂46、日向坂46、℃-ute、STU48、feelNEO、=LOVE、≠ME、神宿、東京女子流、アンジュルム、NiziUといったアイドルが好きである。
2022年3月末には、かねてから交際していた一般男性と結婚した事を自身のInstagramで発表した。

## 担当番組

### テレビ番組
- 海と日本Project in かがわ
- シアワセ気分!
- Every.フライデー　- MC（2024年7月5日 - ）
- RNC news every. - お天気コーナー担当
  - 月 - 水曜担当（2017年5月29日 - 2018年6月27日）
  - 水・金曜担当（2018年7月4日 - 2023年10月27日 ）
  - 中四国旬コレ（金曜日、レポーター）
- WHAT'S なにこれ!?
- 今夜もジコチューで行きたい
- RNCニューススポット

### ラジオ番組
- GOOD NIGHT RNC - パーソナリティ（2017年11月[8] - 2023年11月）
- アイドルしか勝たん!（2022年 - ）[9]